# رئيس أوكرانيا (في المنفى)
رئيس جمهورية أوكرانيا الشعبية في المنفى (بالأوكرانية: Президент УНР в екзилі)‏ كان الموقف الرسمي للحكومة الأوكرانية في المنفى بعد الحرب العالمية الثانية. لقد تم تحويل المنصب بشكل أساسي من منصب رئيس مديرية أوكرانيا.

## التاريخ
في 10 يوليو 1948، تم تبني «القانون المؤقت بشأن إعادة تنظيم مركز الدولة لجمهورية أوكرانيا الشعبية في المنفى» الذي تم تنسيقه بين مختلف المنظمات السياسية الأوكرانية. تم تأكيد أندريه ليفيتسكي الذي كان رئيسًا لمديرية أوكرانيا من قبل المجلس الوطني الأوكراني كرئيس لجمهورية أوكرانيا الشعبية في المنفى. كان هناك أربعة رؤساء للجمهورية في المنفى من عام 1948 إلى عام 1992. في 15 مارس 1992، تبنت الجلسة الاستثنائية للمجلس الوطني الأوكراني قرارًا «حول تسليم سلطة جمهورية أوكرانيا الشعبية في المنفى لسلطة الدولة في كييف وإنهاء عمل مركز الدولة التابع للجمهورية في المنفى». سلم الرئيس الأخير ميكولا بلافيوك رسميًا سلطاته الرئاسية إلى الرئيس الأوكراني المنتخب حديثًا ليونيد كرافتشوك.
بموجب قانون عام 1948، فقد كان من المقرر انتخاب الرئيس أو تأكيده من قبل المجلس الوطني الأوكراني. لقد كان له الحق في المشاركة في جلسات المجلس الوطني الأوكراني وهيئته، وتمثيل مركز الجمهورية في المنفى في العلاقات الخارجية، وتعيين رئيس للحكومة، بناءً على اقتراح من أعضاء الحكومة. يمكن للرئيس في حالات استثنائية حل المجلس الوطني الأوكراني بناءً على اقتراح من الحكومة. كانت حكومة الجمهورية مسؤولة وخاضعة للمساءلة أمام كل من الرئيس والمجلس. حمل جميع الرؤساء ما عدا آخرهم اللقب لبقية حياتهم.
كان لدى الجمهورية في المنفى أيضًا منصب نائب الرئيس.

## قائمة الرؤساء
| # | الرئيس | الرئيس                                         | الاناخاب (الحدث) | تاريخ تولي المنصب | تاريخ ترك المنصب |                                                      |
| - | ------ | ---------------------------------------------- | ---------------- | ----------------- | ---------------- | ---------------------------------------------------- |
| 1 |        | أندريه ليفيتسكي (1879–1954) Андрій Лівицький   | آوغسبورغ         | 10 يوليو 1948     | 17 يناير 1954    | تولى المنصب بعد أن كان رئيسا للمديرية (1926 – 1948)  |
| 2 |        | ستيبان فيتفيتسكي (1884–1965) Степан Витвицький | ميونخ            | مارس 1954         | 9 أكتوبر 1965    |                                                      |
| 3 |        | ميكولا ليفيتسكي (1907–1989) Микола Лівицький   | ميونخ            | 22 مارس 1967      | 8 ديسمبر 1989    |                                                      |
| 4 |        | ميكولا بلافيوك (1925–2012) Микола Плав'юк      |                  | 8 ديسمبر 1989     | 22 أغسطس 1992    | سلم سلطاته الرئاسية لليونيد كرافتشوك (رئيس أوكرانيا) |

## روابط خارجية
- أوكرانيا غير المعروفة. فيلم 108 «عودة الاستقلال». السينما الوطنية لأوكرانيا. 1993
- مركز الدولة لجمهورية أوكرانيا الشعبية